# Paul Ludwig (Schauspieler)
Paul Eduard Emil Ludwig (* 14. November 1879 in Marienwerder, Westpreußen, Deutsches Reich; † 9. November 1957 in Berlin) war ein deutscher Sänger und Stummfilmschauspieler.

## Leben und Wirken
Der Sohn des Pfarrers Julius Ludwig und dessen Frau Johanna, geb. Casprzig, wurde bereits im Alter von vier Jahren Vollwaise. Er besuchte Gymnasien in Anklam und Berlin bis zur Obersekundareife. Seine künstlerische Ausbildung erhielt er bei Emanuel Reicher und an der Marie-Seebach-Schauspielschule. Am Königlichen Schauspielhaus Berlin ließ er sich bei Arthur Kraußneck fortbilden. Die ersten Engagements führten Ludwig nach Hildesheim, Kiel, Lüneburg, Nordhausen, Bremen, Breslau und Hamburg. Gastspielreisen unternahm der junge Nachwuchskünstler nach Konstantinopel, in die Schweiz, nach Rumänien und in die Niederlande. Sein Rollenfach war in jungen Jahren der jugendliche Held und Liebhaber.
Nachdem sich Paul Ludwig in Gesang fortgebildet hatte, wechselte er zur Operette, spielte nun in Berlin (Theater des Westens, Operettenhaus, Theater in der Kommandantenstraße) und ging erneut auf Gastspielreisen ins Ausland. In diesem Bereich machte sich Ludwig einen Namen als Operettentenor und Buffo. Seinen ersten Kontakt zum Film will er bereits 1911 geknüpft haben, doch sind erst ab 1915 Filmrollen mit Ludwig dokumentiert. In dem einen Jahrzehnt bis 1925 spielte er kleine Rollen, vor allem in Dramen und Melodramen.
Nach dem Ende seiner Schauspiel- und Gesangskarriere betätigte er sich als Bühnenvermittler und war Mitglied in der Reichstheaterkammer. Paul Ludwig, seit 1927 mit Margarete Golze verheiratet, starb 1957 in Berlin-Buch.

## Filmografie
- 1915: Vom Spielteufel befreit
- 1916: Die Sektwette
- 1917: Das Bacchanal des Todes
- 1917: Katharina Karaschkin
- 1920: Der Tiger von Sing Sing
- 1920: Der Shawl der Kaiserin Katharina II.
- 1920: Der Fluch der Menschheit, Teil 2: Im Rausche der Milliarden
- 1920: Sträflingsketten, zwei Teile
- 1920: Die ungültige Ehe
- 1920: Das Gastmahl des Satans
- 1920: Staatsanwalt Briands Abenteuer, zwei Teile
- 1921: Die weiße Sklavin, Teil 1: Zwei Eide
- 1921: Fortunato, drei Teile
- 1921: Die Tochter Ahasvers: Das flackernde Licht
- 1921: Die Ehe der Hedda Olsen
- 1921: Der Held des Tages
- 1921: Memoiren eines Kammerdieners, zwei Teile
- 1921: Das Geheimnis der vier Tage
- 1921: Der lebende Propeller
- 1922: Der Roman einer armen Sünderin
- 1922: Die Tochter des Wucherers
- 1922: Monna Vanna
- 1923: Ihre Hoheit, die Tänzerin
- 1923: Die närrische Wette des Lord Aldini
- 1924: Die Motorbraut
- 1925: Luxusweibchen